# Ploceus temporalis
Ploceus temporalis là một loài chim trong họ Ploceidae.